# زباستیان مونستر
زباستیان مونستر (انگلیسی: Sebastian Münster؛ ۲۰ ژانویهٔ ۱۴۸۸ – ۲۶ مهٔ ۱۵۵۲) یک نقشه‌نگاره اهل آلمان بود.